# Nagy Károly (fizikus)
Nagy Károly (Ete, 1926. december 12. – 2016. július 4.) Széchenyi-díjas magyar fizikus, egyetemi tanár, a Magyar Tudományos Akadémia rendes tagja. Az elméleti fizika és a relativitáselmélet neves kutatója. 1961 és 1966 között az ELTE Természettudományi Kar (ELTE-TTK) dékánja, majd 1972-ig az egyetem rektora. 1972 és 1975 között az egyetem tudományos rektorhelyettese.

## Életpályája
1946-ban érettségizett a budapesti Kossuth Lajos Kereskedelmi Középiskolában (később kiegészítő gimnáziumi érettségit szerzett a Petőfi Sándor Gimnáziumban), majd felvették a Pázmány Péter Tudományegyetem (a későbbi Eötvös Loránd Tudományegyetem) fizika szakára, ahol 1950-ben szerzett diplomát.
Diplomájának megszerzése után az Eötvös Loránd Tudományegyetem oktatója lett, 1954-ben adjunktusi, 1960-ban docensi kinevezést kapott. 1961-ben megkapta egyetemi tanári megbízását. 1960–1961-ben a ELTE Természettudományi Karának dékánhelyettese volt, majd 1966-ig a TTK dékáni tisztét töltötte be. Eztán az egyetem rektorává választották, majd 1968-ban az elméleti fizika tanszék vezetője is lett, amely tisztséget az akkori törvényi rendelkezések alapján 1993-ig töltött be. Rektori pozícióját 1972-ig viselte, majd 1975-ig az egyetem tudományos rektorhelyetteseként is dolgozott. 1995-től három éven át az ELTE Természettudományi Karának kari professzori tanácsának elnöke volt. 1997-ben vonult nyugdíjba és kapott professor emeritusi címet.
1954-ben védte meg a fizikai tudományok kandidátusi, 1960-ban akadémiai doktori értekezését. A Fizikai, illetve a Részecskefizikai Bizottságnak lett tagja. 1965-ben választották a Magyar Tudományos Akadémia levelező, 1982-ben pedig rendes tagjává. 1970-től 1973-ig az MTA elnökségének tagja volt. 1983 és 1993 között az MTA Fizikai Bizottságának, majd 1999-ig az MTA Fizikai Tudományok Osztályának elnöke volt (ilyen minőségében ismét tagja volt az elnökségnek). 1993 és 1996 között a Tudományos Minősítő Bizottság titkára volt.
1966 és 1973 között az Állami és Kossuth-díj Bizottság tagja, valamint 1993 és 1996 között az Országos Köznevelési Tanács tagja volt.

## Munkássága
Kutatási területe: elméleti fizika, elemi részek elmélete, kvantumelmélet és a relativitáselmélet.
Legjelentősebb eredményét az elektromágneses tér kvantumelméletében érte el. Az elméletet különböző szigetelőkben vizsgálva sikerült kimutatnia, hogy a vákuumban ismert kvantumos kép (azaz a foton) érvényes mind a kristályos, mind az izotrop közegekben.
Részecskefizikai kutatásai során az elsők között tételezte fel, hogy a müon-neutrínónak adott körülmények között létezhet nyugalmi tömege.

## Családja
Nős, házasságából egy leány-, illetve egy fiúgyermek született.

## Díjai, elismerései
- Finn Köztársasági Fehér Rózsa Érdemrend parancsnoki fokozata (1969)
- Apáczai Csere János-díj (1981)
- a Magyar Köztársasági Érdemrend középkeresztje (1993)
- Széchenyi-díj (1996) – A kvantum-elektrodinamikában, valamint az anyag gyenge kölcsönhatásaival kapcsolatos nemzetközileg is elismert eredményeiért, magas színvonalú oktató-nevelő és tankönyvíró tevékenységéért.
- Pázmány Péter-díj (2000)
- Eötvös Loránd Fizikai Társulat Érme (2001)
- az Arany János Közalapítvány a Tudományért nagydíja (2002)
- az Eötvös Loránd Tudományegyetem díszdoktora (2002)

## Főbb publikációi
- Elméleti fizikai feladatok (társszerző, 1951)
- Statisztikus mechanika (társszerző, 1965)
- Elektrodinamika (1968)
- Kvantummechanika (1978)
- Fizikai kézikönyv műszakiaknak II. (társszerző, 1980)
- Az elektromágneses sugárzás kvantumelmélete anizotrop közegekben : akadémiai székfoglaló : 1982. szeptember 29.  (1984)
- Elméleti mechanika (1985)
- Termodinamika és statisztikus mechanika (1991)